# Société francophone de santé et environnement
La Société francophone de santé et environnement (SFSE) est une société savante créée en 2008, qui a pour objet l'étude des interactions entre l'environnement et la santé de l'homme. Initialement "Société française de Santé et Environnement", elle est devenue en 2018 Société Francophone de Santé Environnement.

## Missions de la SFSE
Les objectifs de la SFSE sont de promouvoir la recherche, de développer l'activité sanitaire et la prévention, et d'assurer la diffusion des connaissances scientifiques dans le domaine concernant les interactions entre l'environnement et la santé de l'homme.
La SFSE cherche également à faciliter les débats publics et à appuyer scientifiquement les décisions de politique publique dans ce domaine.

## Organisation
La SFSE est administrée par un Conseil d'administration de 14 membres dont un Bureau. La SFSE a été créée par Denis Bard, Pierre-André Cabanes, Alain Grimfeld, Séverine Kirchner et Francelyne Marano.
Alain Grimfeld, Francelyne Marano, Denis Bard et Elisabeth Gnansia ont été élus Présidents d'Honneur en 2025 en tant qu'anciens présidents. 
Le travail scientifique repose sur l'activité de sections thématiques  : "Urbanisme favorable à la santé", "Une seule planète, une seule santé" et "Gestion durable des eaux : santé, biodiversité et climat". 

## Enjeux et perspectives
Le principal enjeu d'une société savante en santé-environnement est de rassembler des spécialistes de domaines variées, pour organiser un débat réellement interdisciplinaire. La SFSE rassemble des acteurs d’horizons institutionnels divers et complémentaires : chimistes, toxicologues, écotoxicologues, épidémiologistes, géographes, sociologues, démographes, économistes, urbanistes, entre autres spécialités, ont des approches différentes des interactions entre l'environnement et la santé de l'homme. 
Chacune de ces approches enrichit le débat, les connaissances et la problématique.
Le second enjeu d'une telle société savante est la diffusion des connaissances ainsi agrégées à un large public, en s'affranchissant de tout traitement « sensationnel » de l'information. Les interactions entre l'environnement et la santé de l'homme sont particulièrement complexes, au sens où elles possèdent toutes les propriétés de la complexité. Il est donc peu pertinent de les présenter sous une forme simplificatrice et sensationnelle.
Le principe de diffusion des connaissances se décline donc en effort de formation, effort d'information, effort d'éducation, dans un domaine difficile à appréhender, qui conditionne très largement les choix de société.
La SFSE, pour mettre ses travaux à disposition de tous, vise les scientifiques, les décideurs, les industriels, les relais d’information et le grand public par le biais de sa revue officielle « Environnement, Risques et Santé », son site internet mettant à jour régulièrement les actualités en santé environnement, son Congrès National de Santé et Environnement, des séminaires ouverts à tous et un annuaire en ligne de ses adhérents.
L’adaptation des messages en fonction du public visé est une préoccupation majeure de la SFSE.

## Représentation extérieure
Depuis plusieurs années, la SFSE participe à différents groupes de réflexion au niveau national et international. 
Au niveau national, la SFSE participe aux conférences environnementales du Gouvernement et aux groupes de travail qui en découlent, à l'élaboration et au suivi des Plans Nationaux Santé-Environnement (et régional Île-de-France), à des comités d'orientation divers, à la rédaction de guides...voir la page dédiée de son site internet. 
À l'international, la SFSE est membre de l'IFEH (International Federation of Environmental Health) qui propose plusieurs actions tout au long de l'année telles qu'un congrès et d'autres évènements en santé-environnement, une newsletter et un magazine. 
L'European Federation of Environmental Health (EFEH) est un des sous-groupes de l'IFEH. Elle organise des réunions régulièrement auxquelles la SFSE participe.

## Exemples de publications
- Publications de la section Méthodologie de l'évaluation des risques sanitaires - 2011/2016[8] : Prise en compte des mélanges en évaluation des risques sanitaires ; La prise en compte des spécificités des enfants en évaluation de risques sanitaires, etc.
- Publications générales de la SFSE - 2012/2016 : Recommandations issues du congrès 2015, propositions pour le PNSE3, position sur les perturbateurs endocriniens et cancers hormonodépendants, etc.